# Miguel Espinosa
Pour les articles homonymes, voir Espinosa.
 (janvier 2017).
Œuvres principales
Ecole de mandarins (1974)
Miguel Espinosa, de son nom complet Miguel Espinosa Gironés, est un écrivain et essayiste espagnol, né à Caravaca de la Cruz (Espagne) le 4 octobre 1926 et mort à Murcie le 1er avril 1982. Auteur d'une oeuvre protéiforme (romans, récits, essais) au style baroque et philosophique, la plupart de ses écrits ont été publiés de manière posthume, et ont été admirés par ses contemporains, au premier rang desquels Fernando Arrabal.

## Biographie
Miguel Espinosa est né dans la vieille ville de Murcie, où il passe une grande partie de sa vie et meurt en 1982. Il est diplômé en Droit de la Faculté de l’Université de Murcie en 1949. Il fait ses débuts littéraires, après avoir fait nombre de petits boulots, avec un premier recueil d’essais intitulés Les principales étapes de l’histoire américaine, publié par Revista de Occidente en 1957. Il déménage à Madrid en 1961 pour trouver du travail, où sa femme et ses enfants le rejoignent plus tard.
Se tenant à l’écart des groupes et cercles littéraires de la capitale, son œuvre et lui sont marginalisés. Il retourne à Murcie avec sa famille en 1964, où il exerce le métier de négociant. Il continue toujours à écrire, mais ne publie pas. Il subit en 1974 une première crise cardiaque et meurt d’une seconde en 1982, tout comme son père en 1943.

## Œuvre littéraire et essais
Miguel Espinosa a vécu, selon ses amis proches et sa famille, pour la littérature. Sa prose, baroque et philosophique, prend souvent des allures autobiographiques, tout en visant un but et une signification plus générale. Son premier récit, Asklépios, le dernier grec, en est l’exemple. Espinosa a par la suite essayé de créer une vision panoramique de la vie de la classe moyenne au cours du XXe siècle en Espagne, associant la critique radicale de la petite-bourgeoisie avec une recherche esthétique et littéraire complexe et novatrice, dans des œuvres comme La fea burguesía ou la trilogie Tríbada. Theologiae Tractatus.
Son œuvre majeure reste cependant Ecole de mandarins, une uchronie extrêmement ambitieuse qui puise à la source de Cervantes, Baltasar Gracián, Jonathan Swift ou encore Joyce, pour sa réinvention du langage. Il s’est attelé à sa rédaction pendant plus de dix-huit ans, en pleine dictature franquiste, dont l’allusion dans le roman est à peine voilée.
Connu par un cercle restreint d’admirateurs, son œuvre reste confidentielle mais appréciée par ses pairs et la critique espagnole, qui le mettent sur le même plan que Camilo José Cela, Juan Marsé, Juan et Luis Goytisolo pour ce qui est du renouvellement de la prose espagnole de la deuxième moitié du XXe siècle[réf. nécessaire]. Fernando Arrabal a dit de lui : « Miguel Espinosa est probablement le plus grand romancier espagnol du siècle mort inconnu il n'y a pas longtemps comme il se doit sous le marbre. »

## Œuvre
- Escuela de mandarines (1974, rééditions. 1992, 2006)
- La tríbada falsaria (1980)
- La tríbada confusa (1984)
- Asklepios, el último griego (Asklépios, le dernier grec, R&N Editions, 2016) (1985, réédition. 2005)
- Tríbada. Theologiae Tractatus (1987)
- La fea burguesía (1990, réédition. 2006)
- Canciones y decires (2004)